# بيورن كريستنسن (لاعب كرة قدم)
بيورن كريستنسن (بالإنجليزية: Bjorn Kristensen)‏ هو مدرب كرة قدم ولاعب كرة قدم مالطي، ولد في 5 أبريل 1993 في مالطا. شارك مع منتخب مالطا لكرة القدم. أما مع النوادي، فقد لعب مع نادي هيبرنيانز.

## مسيرته الكروية
لعب بيورن كريستنسن خلال مسيرته الاحترافية مع نادِ واحدٍ في عشرة مواسم وسجل خلالها 23 هدفًا ضمن 256 مباراة. حيث فاز في موسمين بالكأس وفي موسمين بالدوري.
خاض بيورن كريستنسن مسيرته مع نادي هيبرنيانز في موسم 2010–11 ليلعب معه عشرة مواسم، مشاركًا في 256 مباراة سجل خلالها 23 هدفًا.

## وصلات خارجية
- بيورن كريستنسن على موقع الاتحاد الدولي (مؤرشف)  (الإنجليزية)
- بيورن كريستنسن على موقع الاتحاد الأوربي (الإنجليزية)
- بيورن كريستنسن على موقع قاعدة بيانات كرة القدم.إي يو (الإنجليزية)
- بيورن كريستنسن على موقع ناشيونال فوتبول تيمز (الإنجليزية)
- بيورن كريستنسن على موقع Soccerway.com (الإنجليزية)